# Marcos Aurélio (ur. 1977)
Marcos Aurélio Fernandes da Silva (ur. 23 września 1977) – brazylijski piłkarz występujący na pozycji pomocnika.

## Kariera piłkarska
Od 1998 do 2013 roku występował w Mirassol, Avispa Fukuoka, Botafogo, Portuguesa, Náutico, XV Novembro Jaú, Kawasaki Frontale, Joinville, SE Palmeiras, São Caetano, Cruzeiro EC, Fluminense FC, Tianjin Teda, Portuguesa, Vitória, Brasiliense, Bragantino, Itumbiara, Audax, Marília i São José.